# Усман Вієра
Усма́н Вієра́ (фр. Ousmane Viera, нар. 21 грудня 1986, Далоа) — івуарійський футболіст, захисник турецького «Чайкур Різеспора» та національної збірної Кот-д'Івуару.

## Клубна кар'єра
У дорослому футболі дебютував 2003 року виступами за команду «Далоа» з рідного міста.
2008 року перебрався до Румунії уклавши контракт з місцевим клубом «ЧФР Клуж», у складі якого, втім, стати стабільним гравцем «основи» івуарійцю не вдалося. Тож сезон 2009/10 Усман провів в оренді в іншій румунській команді, «Інтернаціоналі» (Куртя-де-Арджеш), а влітку 2010 року перейшов до «Пандурія», в якому провів три сезони.
Влітку 2013 року став гравцем турецького «Чайкур Різеспора».

## Виступи за збірну
2008 року у складі своєї олімпійської футбольної збірної був учасником літніх Олімпійських ігор в Пекіні.
2013 року дебютував в офіційних матчах у складі національної збірної Кот-д'Івуару.

## Титули
- Володар Кубка Румунії (1):

«ЧФР Клуж»: 2008/09
- Срібний призер чемпіонату Румунії (1):

«Пандурій»: 2012/13
- Переможець Кубка африканських націй: 2015